# Matillas
Matillas ist ein Ort und eine Gemeinde (municipio) mit 115 Einwohnern (Stand: 2024) im Südwesten der Provinz Guadalajara in der Autonomen Gemeinschaft Kastilien-La Mancha. 

## Lage und Klima
Matillas liegt in einer Höhe von ca. 820 m in der Kulturlandschaft der Serranía. Die Entfernung zur südlich gelegenen Provinzhauptstadt Guadalajara beträgt ca. 39 Kilometer (Fahrtstrecke). Das Klima ist gemäßigt bis warm; Regen (523 mm/Jahr) fällt übers Jahr verteilt.

## Bevölkerungsentwicklung
| Jahr      | 1970 | 1981 | 1991 | 2001 | 2011 | 2021 |
| Einwohner | 488  | 395  | 274  | 171  | 159  | 108  |

## Sehenswürdigkeiten
- Marienkirche